# 피아노 소나타 12번 (모차르트)

피아노 소나타 12번 F 장조(K. 332)는 피아노 소나타 10번, 11번과 같은 시기에 쓰인 볼프강 아마데우스 모차르트의 피아노 소나타곡이다. 1964년에 개정된 쾨헬 목록에는 작품 번호 K. 300k로 되어 있다. 작곡 시기와 장소로는 1770년대 후반 파리라고 알려진 적도 있었지만, 현재는 1783년에 빈 또는 모차르트가 그의 부인인 콘스탄체를 아버지 레오폴트에게 소개했던 잘츠부르크에서 작곡되었다는 주장이 더 설득력을 얻고 있다. 세 작품 모두 1784년 빈에서 출판되었다.

## 구성
다음과 같이 세 악장의 일반적인 형태로 구성되어있다. 연주 시간은 약 15분 정도이다.
1. 알레그로 (Allegro) - 소나타 형식
2. 아다지오 (Adagio) - B flat 장조의 느린 악장
3. 알레그로 아싸이 (Allegro assai) - 피날레